# Leopoldo Durán
Leopoldo Durán Justo (Penedo, Avión, Orense, 1917- Vigo, 10 de abril de 2008). Sacerdote católico, profesor de la Universidad Complutense y escritor gallego.

## Trayectoria
Se ordenó sacerdote en Astorga en 1943 y se doctoró en teología en Roma, en filosofía en la Universidad Complutense de Madrid, donde impartió clases, y en literatura inglesa en el King's College de Londres, con una tesis sobre la figura del cura en la narrativa de Graham Greene. Fue profesor de literatura, de filosofía y de teología en varios seminarios mayores.
Vivió en Inglaterra durante una treintena de años y allí conoció en 1972 al escritor del cual había escrito la tesis. A partir de entonces acompañó el escritor en sus viajes y estancias, tanto en España como en Niza o en Vevey, donde falleció el novelista. Durán sirvió a Greene como inspiración para su novela Monseñor Quijote.

## Obras
- La crisis del sacerdote en Graham Greene (1974)
- Estudio sobre 'El poder y la gloria (1981)
- Miguel de Palacios: Un gran teólogo desconocido (1988)
- Graham Greene, friend and brother (1994)
- Graham Greene: An Intimate Portrait (1995)
- Los médicos y Graham Greene (1998).
- Soledades y sonetos terribles (2000)
- Se refieren a él en el siguiente libroː Villar Flor, Carlos (2020). Viajes con mi cura. Las andanzas de Graham Greene por España y Portugal. Granada ; Logroño: Comares ; Universidad de La Rioja. ISBN 978-84-96487-96-3..